# 97512 Jemison
97512 Jemison è un asteroide della fascia principale. Scoperto nel 2000, presenta un'orbita caratterizzata da un semiasse maggiore pari a 2,8558501 au e da un'eccentricità di 0,0803726, inclinata di 1,15409° rispetto all'eclittica.